# Richland (Teksas)
Richland – miasto w Stanach Zjednoczonych, w stanie Teksas, w hrabstwie Navarro.